# Eğrikuyu, Yunak
Eğrikuyu là một xã thuộc huyện Yunak, tỉnh Konya, Thổ Nhĩ Kỳ. Dân số thời điểm năm 2011 là 129 người.